# جون غريفز (لاعب كرة قدم)
جون غريفز (بالإنجليزية: John Graves)‏ هو لاعب كرة قدم أمريكي، ولد في 25 يونيو 1987 في ريتشموند في الولايات المتحدة. لعب مع سياتل سيهوكس.

## وصلات خارجية
- جون غريفز على موقع مرجع كرة القدم المحترفة.كوم (الإنجليزية)